# Хосе Валенсия
Хосе Валенсия (на испански: José Valencia) е аржентински футболист, полузащитник.

## Кариера
В шампионатите на Аржентина, Боливия и Еквадор има общо 409 мача и 37 гола. Валенсия играе за Химнасия Хухуй, Талерес, ЛДУ Кито, Гуарани Антонио Франко, Росарио Сентрал.
За националния отбор на Аржентина играе от 1975 до 1982 г. Валенсия има 41 мача и 5 гола. На победното световно първенство в Аржентина през 1978 г. той играе в 4 мача. Той също така участва в Световната купа през 1982 г. в Испания и в двете Купи на Америка – 1975 и 1979 г.

## Отличия

### Международни
Аржентина
- Световно първенство по футбол: 1978